# Cal Brinet
Cal Brinet és una obra de Poboleda (Priorat) inclosa a l'Inventari del Patrimoni Arquitectònic de Catalunya.

## Descripció
Edifici de paredat, arrebossat, amb un pilar de planta quadrada a l'angle. Té planta baixa, dos pisos i golfes. La façana principal és al carrer Major, on s'obre la porta, en arc de mig punt i adovellada, tres balcons per pis i finestres a les golfes. Dels balcons, quatre corresponen a la casa i dos a les eixides. Quatre dels balcons tenen baranes de fusta tornejada i decoració diversa del mateix material. La façana que dona a la placeta té una porta auxiliar i una eixida per pis, rematada per un fris de fusta.

## Història
Bastit probablement durant el segle xviii sobre la base d'una construcció anterior. Els balcons corresponen, possiblement, al segle xix, atès que, tipològicament, no es corresponen als de la comarca.